# Campeonato Paulista 1946
In 1946 werd het 45ste Campeonato Paulista gespeeld voor clubs uit de Braziliaanse staat São Paulo. De competitie werd gespeeld van 7 april tot 10 november. São Paulo werd kampioen.

## Eindstand
| Plaats | Club                | Wed. | W  | G | V  | Saldo | Ptn. |
| ------ | ------------------- | ---- | -- | - | -- | ----- | ---- |
| 1.     | São Paulo           | 20   | 17 | 3 | 0  | 62:20 | 37   |
| 2.     | Corinthians         | 20   | 18 | 0 | 2  | 62:29 | 36   |
| 3.     | Portuguesa          | 20   | 13 | 2 | 5  | 46:20 | 28   |
| 4.     | Santos              | 20   | 9  | 4 | 7  | 37:32 | 22   |
| 5.     | Palmeiras           | 20   | 8  | 4 | 8  | 37:31 | 20   |
| 6.     | Portuguesa Santista | 20   | 7  | 3 | 10 | 41:51 | 17   |
| 7.     | Ypiranga            | 20   | 6  | 2 | 12 | 35:48 | 14   |
| 7.     | Comercial           | 20   | 4  | 6 | 10 | 38:55 | 14   |
| 9.     | São Paulo Railway   | 20   | 5  | 2 | 13 | 27:46 | 12   |
| 10.    | Juventus            | 20   | 4  | 3 | 13 | 32:60 | 11   |
| 11.    | Jabaquara           | 20   | 4  | 1 | 15 | 27:52 | 9    |

|  | Kampioen |

### Kampioen
| Campeonato Paulista de 1946   |
| São Paulo                     |
| ----------------------------- |
| SÃO PAULO Kampioen (4° titel) |

## Topschutter
| Speler            | Speler   | Goals | Club        |
| ----------------- | -------- | ----- | ----------- |
| Vlag van Brazilië | Servilio | 19    | Corinthians |